# Pomaria
Pomaria là một chi thực vật có hoa trong họ Đậu.